# Marie-Ève Nault
Marie-Ève Nault, född den 16 februari 1982 i Trois-Rivières, Québec, är en före detta kanadensisk fotbollsspelare som tog OS-brons i damfotbollsturneringen vid de olympiska fotbollsturneringarna 2012 i London.